# Pepe Núñez
Pepe Núñez, nombre artístico de José Antonio Núñez (1938-1999),  fue un poeta y músico argentino. Se lo considera tucumano (aunque nació en la vecina provincia de Salta, también en el norte de Argentina).[cita requerida]

## Poeta y músico popular
Vivió la bohemia de la noche de Tucumán de los años 60 y 70 y se comprometió con los sufrimientos de la clase trabajadora, principalmente de los zafreros del azúcar.
Se inició musicalmente en Salta junto a su hermano Gerardo y "el tano" Ariel Petrocelli con quien tenían un trío de música caribeña llamado "Los Guajiros".
Su chacarera más popular, la "Chacarera del 55" lleva el nombre del boliche ubicado frente a la Plaza Alberdi de Tucumán, en la zona de la estación del tren, pero también del casino.
Era un boliche donde coincidían guitarreros, cantores, músicos, poetas, camioneros, cocheros, prostitutas, croupiers, políticos, estudiantes y profesores. En ese mismo boliche se solían amanecer con su hermano Gerardo, Hugo Díaz, el Ciego Pancho, las hermanas Carmona y Gladis Osorio que luego sería Mercedes Sosa.

## Los personajes de sus canciones
Esta cercanía con los sectores más humildes de la sociedad lo llevó a retratar con ternura y precisión a personajes como el "Manco Arana" ("Le da duro el manco Arana cuando le sale un trabajo y tan duro que parece que no le faltara el brazo. Lo perdió en alguna zafra, en una mina o pialanado, con el hambre en los talones, no lo perdió saludando"), un ex zafrero que ahora por el cierre de ingenios había sido reubicado como oficinista.
A "Rosario Pastrana" una coplera y bagualera de Amaicha del Valle. A Borrachos irrecuperables como "Baldovino", personajes de la noche y la bohemia como el poeta "Pancho Galíndez" y el guardapesca del Dique Escaba "Don Tula", un hombre enamorado del mar y sin embargo condenado a remar en un pequeño espejo de agua en medio de los montes tucumanos ("Ay quien lo puede al destino, Ay que suerte es esta suerte, andar remando en la tierra con un barco en medio 'el monte").

## Los Hermanos Núñez
Formó un dúo memorable con su hermano Gerardo. Los Hermanos Núñez fueron acompañados instrumentalmente por Miguelito Ruiz y por el guitarrista Juan Falú como invitado.
En el aspecto musical innovaron en los ritmos tradicionales del folklore creando músicas que a la vez que abrevaban en las tradiciones del folklore, eran totalmente revolucionarias y difíciles de tocar para otros músicos.
Sus principales éxitos son Chacarera del 55, La Cruzadita, Agüita Demorada, Tristeza, El Manco Arana, La Rosario Pastrana, Don Tula, Madre Noche, El Obediente, El Cumpita, Sólo Cueca, La Improlija, Gato Panza Arriba, De la Raíz a la Copa, Letanía por Juana, La guitarra que yo quiero y Muchacha de los Cielos.
Compuso con Ariel Petrocelli, Juan Falú, Lucho Hoyos, Alfredo Grillo, Lalo Aibar, Víctor Gentilini, Miguelito Ruiz y Rolando Valladares.
Sus canciones fueron grabadas por Mercedes Sosa, Los Arroyeños, Alfredo Ábalos, Alfredo Zitarrosa, Juan Falú, Amparo Ochoa, Coqui Sosa, Lucho Hoyos, Juan Quintero, Claudio Sosa, Laura Albarracín, el Dúo Salteño, Liliana Herrero, Silvia Iriondo, Rocio Palazzo y muchos más.
Pepe murió en 1999 a los 61 años y su última letra musicalizada por Juan Falú fue la chacarera doble y trunca "Zonko querido" (querido corazón). Pepe aún tenía muchas canciones adentro.

## Grabaciones
Como solista grabó su primer disco con un dinero que le regaló su exjefe en la administración pública de Tucumán:Ezequiel Paz Zavalía: "La Piel del Pueblo" con el acompañamiento de Lalo Aibar, acompañando a Pepe en la mayoría de los temas y aportando arreglos propios para dos guitarras. La portada del disco es obra del pintor cordobés, ya desaparecido, Jorge Matalía. Las palabras de presentación, pertenecen al poeta Hugo Acevedo.
Como dúo, Los Hermanos Núñez grabaron un disco: "A Cantar Corazón" en 1987. Luego de su muerte su hermano Gerardo recuperó grabaciones del dúo y se editó un disco doble: "Del mismo vientre".
También se editó en su homenaje un disco solista: "Pepe Núñez", donde su familia reunió buena parte de sus mejores obras inéditas.
La Universidad Nacional de Tucumán publicó su "Cancionero" en 2002.
El documentalista Fernando Korstanje realizó una película sobre la vida del músico titulado "Hermano Núñez" (primer premio festival Nacional del Documental. Jujuy, 2004 y seleccionado al Festival Internacional de Cine de Mar del Plata 2005).